# ДИ-6
ДИ-6 (рус. Кочеригин ДИ-6 или ЦКБ-11) је совјетски двоседи ловац. Први лет авиона је извршен 1934. године. 

Празан авион је имао масу од 1360 килограма. Нормална полетна маса износила је око 2033 килограма. Био је наоружан са три митраљеза ШКАС 7,62 мм и 50 килограма лаких бомби.

## Наоружање
| Наоружање авиона: ДИ-6         |        |
| Ватрено (стрељачко) наоружање  |        |
| Топ                            |        |
| Митраљез                       |        |
| Број и ознака митраљеза        | 3 ШКАС |
| Калибар                        | 7,62   |
| Бомбардерско наоружање (бомбе) |        |
| Ракетно наоружање (ракете)     |        |